# Parque de Santa María
Parque de Santa María – stacja metra w Madrycie, na linii 4. Znajduje się w dzielnicy Hortaleza, w Madrycie i zlokalizowana jest pomiędzy stacjami Hortaleza i San Lorenzo. Została otwarta 15 grudnia 1998.